# Зозулин, Сергей Александрович
Сергей Александрович Зозулин (род. 6 января 1954, Алма-Ата) — советский и российский баскетбольный тренер, заслуженный тренер СССР, Казахской ССР и России. Отец баскетболиста Алексея Зозулина.

## Спортивная карьера

### Казахстанский период
Родился в 1954 году в Алма-Ате. Учился в Казахском институте физической культуры (выпуск 1975 года), где играл за студенческую баскетбольную сборную. Зозулина также задействовал ведущий баскетбольный клуб Казахстана этого периода «Локомотив» (Алма-Ата). Одновременно он проявлял себя и в футболе, выступая за футбольную сборную Алма-Аты, но травма коленного сустава уже к 21 году положила конец его игровой карьере.
По окончании института Зозулин был распределён в Школу высшего спортивного мастерства при министерстве просвещения Казахской ССР, где поначалу вёл селекционную работу, сформировав несколько детских групп в возрастном диапазоне от 8 до 11 лет. Первой успехов достигла тренируемая Зозулиным команда подростков 1963—1964 года рождения, в которую среди прочих входили Валерий Тихоненко и Юрий Жуканенко. Проведя свои первые тренировки весной 1976 года, через год она уже была сильнейшей в Алма-Ате, а к 1979 году и во всей республике. Получив право на участие в юношеском чемпионате СССР, подопечные Зозулина дошли в нём до финала, проиграв там несколько очков московской команде, а через год стали чемпионами, обыграв в финале литовцев, среди которых были Арвидас Сабонис и Шарунас Марчюлёнис. Ряд зозулинских воспитанников выступал за юношеские сборные СССР, завоёвывая с ними титулы чемпионов Европы, а в 1983 году — серебряные медали чемпионата мира в Испании. Чемпионские звания привезли в Алма-Ату Жуканенко и Тихоненко, Андрей Филиппов и Владимир Табакаев.
Сам Зозулин после работы с молодёжью занял пост главного тренера клуба СКА (Алма-Ата), который тренировал до 1983 года. Хотя к этому времени команда состояла почти полностью из его воспитанников, Зозулин не сошёлся с её руководством и вынужден был уйти в отставку, вернувшись к молодёжным составам, которые и тренировал до 1988 года; в эти годы к числу выращенных им игроков добавился будущий вице-чемпион мира Олег Мелещенко.

### Российский период
В 1988 году Зозулин снова получил предложение возглавить взрослую команду — на этот раз куйбышевский «Строитель» — и уехал из Алма-Аты в Россию. Со «Строителем» он работал до 1994 года, сформировав молодой, но результативный состав, дважды завоёвывавший медали первых чемпионатов России и представлявший страну в европейских клубных турнирах.
В дальнейшем Зозулин тренировал «Динамо» (Москва) (1996—1997) и юношескую сборную России. С 1997 по 1999 год он входил в тренерскую бригаду ЦСКА, которую в это время возглавлял Станислав Ерёмин, после чего год работал с саратовским «Автодором». В 2000 году Зозулин вместе с Ерёминым пришёл в казанский УНИКС, который тренировал до 2004 года. В УНИКС с Зозулиным пришла группа молодых баскетболистов, которую он собирал ещё в конце 1990-х годов в Москве, но сам он в команде не задержался В сезоне 2004/2005 — главный тренер екатеринбургского «Евраза», затем возглавил «Сибирьтелеком-Локомотив» из Новосибирска, а в сезоне 2006/2007 исполнял обязанности главного тренера клуба «Урал-Грейт».
Вслед за «Урал-Грейтом» Зозулин тренировал сначала созданную непосредственно перед началом национального чемпионата Казахстана команду «Алматы», которую, однако, сумел привести к серебряным медалям; потом снова возглавлял «Сибирьтелеком-Локомотив», а затем работал в различных самарских командах. Он также возглавлял сборную Армении (до 16 лет). В 2015 году Зозулин, возглавлявший команду «Самара-СГЭУ», был признан лучшим тренером российской Суперлиги. Летом 2017 года он перешёл на административную работу, заняв пост председателя тренерского совета клуба и координатора всех его подразделений; главным тренером основной команды вместо Зозулина был назначен бывший наставник молодёжных команд клуба Игорь Грачёв.